# Cabrito da Beira
O Cabrito da Beira IGP é um produto de origem portuguesa com Indicação Geográfica Protegida pela União Europeia (UE) desde 21 de junho de 1996.
Os cabritos são das raças Charnequeira e Serrana, e seus cruzamentos.

## Agrupamento gestor
O agrupamento gestor da indicação geográfica protegida "Cabrito da Beira" é a Associação de Produtores de Queijo do Distrito de Castelo Branco.

## Delimitação geográfica
Todas as freguesias dos seguintes concelhos:
- Meda
- Figueira da Castelo Rodrigo
- Pinhel
- Guarda
- Fornos de Algodres
- Trancoso
- Celorico da Beira
- Seia
- Gouveia
- Manteigas
- Covilhã
- Almeida
- Sabugal
- Belmonte
- Fundão
- Penamacor
- Idanha-a-Nova
- Castelo Branco
- Vila Velha de Ródão
- Proença-a-Nova
- Oleiros
- Sertã
- Vila de Rei
- Mação.